# Paepalanthus triangularis
Paepalanthus triangularis är en gräsväxtart som först beskrevs av Carl von Linné, och fick sitt nu gällande namn av Friedrich August Körnicke. Paepalanthus triangularis ingår i släktet Paepalanthus och familjen Eriocaulaceae. Inga underarter finns listade i Catalogue of Life.